# Rhondda

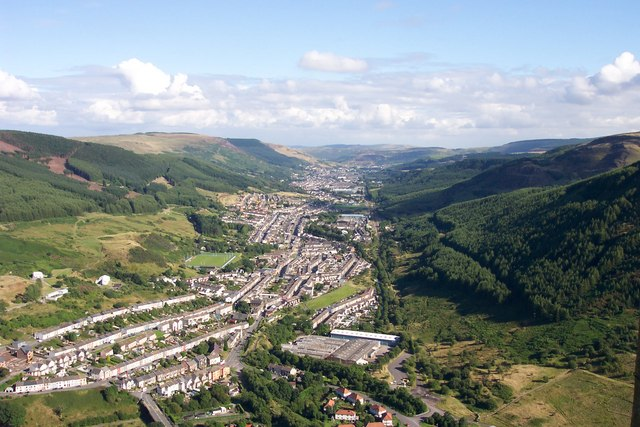
Blick von Pen Pych auf das Tal Rhondda Fawr

Rhondda, auch Rhondda Valley (walisisch Cwm Rhondda [kʊm ˈr̥ɔnða]), ist ein ehemaliges Bergbaurevier  in Südwales. In der zweiten Hälfte des 19. Jahrhunderts war es das größte Kohlerevier in Großbritannien und gehörte zu den größten Kohlerevieren der Welt. Der Name „Rhondda“ gilt als Synonym für den Kohlebergbau in den South Wales Valleys.

## Geographie

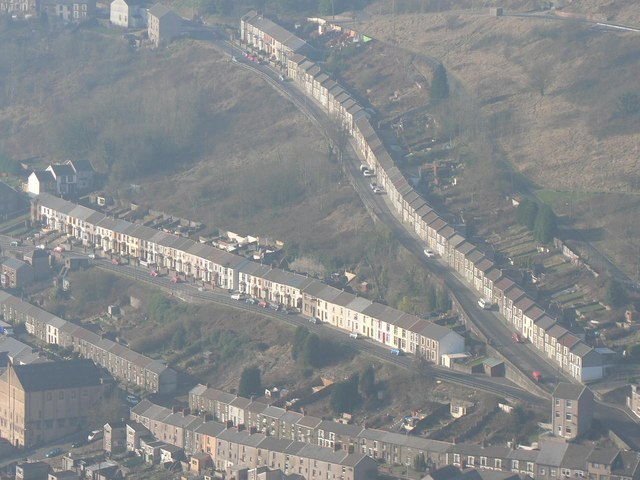
Bergarbeiterhäuser in Tylorstown im Rhondda Valley

Rhondda besteht aus zwei parallel laufenden Flusstälern, das südlich gelegene Rhondda Fawr (englisch Great Rhondda) und das nördlich gelegene Rhondda Fach (englisch Little Rhondda). Die beiden Täler liegen nördlich von Cardiff im Bergland von Glamorgan. Die schmalen und tief eingeschnittenen Täler sind je etwa 25 km lang und verlaufen in südöstlicher Richtung zwischen  Aberdare bzw. Rhondda, bis die beiden Täler bei Porth ineinander übergehen. Etwa fünf Kilometer östlich mündet der River Rhondda bei Pontypridd in den River Taff.
Durch den Bergbau und die dadurch entstandenen Abraumhalden wurde die Landschaft wesentlich verändert. In den Tälern entstanden zahlreiche Bergarbeitersiedlungen, die sich in langen Zügen kleiner Reihenhäuser entlang der Berghänge erstrecken. Zu den teils ineinander übergehenden Siedlungen im Rhondda Fawr gehören Trealaw, Tonypandy, Treorchy und Treherbert, im Rhondda Fach liegen Wattstown und das auf 300 m Höhe liegende Ferndale, die höchstgelegene Stadt in Rhondda.

## Geschichte
Im Mittelalter gehörte Rhondda zur ländlichen Gemeinde Ystradyfodwg. Bereits im 17. Jahrhundert wurde in dem Gebiet für den lokalen Gebrauch Kohle abgebaut, doch noch 1807 galt Rhondda als dünn besiedeltes, idyllisches Bergtal.
1812 wurde in Porth mit Dinas das erste Bergwerk eröffnet. Ab der Mitte des 19. Jahrhunderts wurde das Tal zum Schwerpunkt des walisischen Kohlebergbaus. 1869 wurde erstmals über 1 Mio. t Kohle abgebaut, 1890 erreichte die Produktion 7 Mio. t, damit wurde die Hälfte der jährlich in Südwales abgebauten Kohle in Rhondda abgebaut. Der Höhepunkt war 1913 erreicht, als in 66 Bergwerken 9,5 Mio. t Kohle pro Jahr abgebaut wurde. Der Großteil der Kohle wurde mit der um die Mitte des 19. Jahrhunderts abschnittsweise erweiterten Taff Vale Railway nach Barry und Cardiff oder durch das Afan Valley nach Port Talbot transportiert und von dort exportiert. Bedingt durch den Bergbau, stieg die Bevölkerung durch Zuwanderung extrem an. Lebten zu Beginn des 19. Jahrhunderts weniger als 1000 Menschen in den Tälern, stieg die Bevölkerung bis 1924 auf 169.000 Einwohner an. Die harten und gefährlichen Arbeitsbedingungen in den Bergwerken führten mehrfach zu Unruhen unter den Bergarbeitern, u. a. zum Tonypandy-Aufstand von 1910.
Der Niedergang des Bergbaus begann nach dem Ersten und beschleunigte sich nach dem Zweiten Weltkrieg. Das letzte Bergwerk, Maerdy im oberen Rhondda Fach, schloss 1990. Die meisten oberirdischen Anlagen der Bergwerke wurden abgebaut, heute erinnert an die industrielle Vergangenheit der Rhondda Heritage Park, die ehemalige Lewis Merthyr Colliery, bei Porth. Seit dem Ende des Bergbaus erlebt das Gebiet einen tiefen Strukturwandel. Die Bevölkerungszahl sank auf 59.602 Einwohner (2001). Weite Abschnitte der Täler sind inzwischen wieder aufgeforstet, die Halden mit Heidekraut bewachsen.

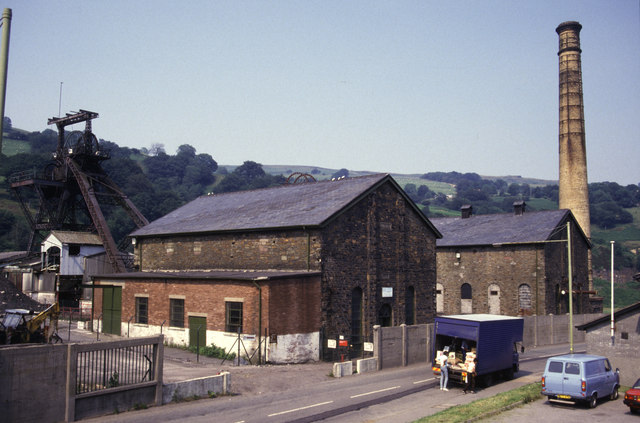
Das stillgelegte Bergwerk Lewis Merthyr 1987, heute Teil des Rhondda Heritage Park

Politisch gehörte Rhondda bis 1974 zu Glamorgan. 1974 wurde es eines von sechs District des neu gebildeten Preserved County West Glamorgan, seit 1996 ist es Teil des County Borough Rhondda Cynon Taf.